# Vibrio vulnificus
Vibrio vulnificus är en halofil (saltkrävande), gram-negativ bakterie som finns i vatten, plankton, havsbottensediment och i skaldjur som ostron, musslor och krabbor. Bakterien återfinns i bräckt vatten och saltvatten, i kustnära vatten med hög ytvattentemperatur och i vattentemperaturer omkring 20 ºC. Vibrio vulnificus tillhör släktet Vibrio, där även kolerabakterien Vibrio cholerae ingår. 
Bakterien är högvirulent och kan smitta människor, till exempel via förtäring av fisk och skaldjur som inte är ordentligt tillagade eller vid direktkontakt med ett öppet sår. Vid infektion av Vibrio vulnificus kan den hos människor bland annat orsaka magsmärtor, illamående och diarré. Utöver mag- och tarmbesvär, kan Vibrio vulnificus även orsaka blodförgiftning eller “köttätande” sårinfektioner. Inkubationstiden är vanligen 12–24 timmar.
Varje år beräknas ungefär 80 000 personer drabbas av Vibrio-infektioner i USA, varav 100 avlider. I Sverige rapporterades 47 fall år 2016. För fullt friska människor är infektion med bakterien relativt ovanlig.

## Historia
I Sverige tros det första rapporterade fallet av Vibrio vulnificus-infektion ha varit sensommaren 1994. En 90-årig kvinna kom in till sjukhuset med lätt feber, mild smärta, obehag samt en bakteriell infektion i en tå. Efter en första behandling blev patientens tillstånd bättre, men vävnaden kring såret började uppvisa många döda områden med omgivande vätskefyllda blåsor. Efter att Vibrio vulnificus hade hittats i blodet kunde patienten få rätt behandling och återhämtade sig.
Vibrio vulnificus upptäcktes först vid en undersökning av 38 olika kliniska isolat givna till The Special Bacteriology Section i Center for Disease Control, CDD, från patienter i 15 kustnära stater i USA. De 38 odlade isolaten var tagna mestadels ifrån blod, men även ifrån ryggmärgsvätska och direkt från infekterade sår. Den nyfunna bakterien, då kallad L+-Vibrio, ansågs tillhöra släktet Vibrio. Fortsatta studier gjordes på bakterien för att fastslå släktskapet. Det som var utmärkande för L+-Vibrio, var dess förmåga att fermentera laktos, oförmåga att fermentera sukros samt låg tolerans för natriumklorid, vilket skilde bakterien från andra arter av Vibrio, som exempelvis Vibrio parahaemolyticus.
Strax därefter, år 1976, undersöktes bakterien i ett laboratorieexperiment, där den jämfördes med de marina släktena Beneckea och Photobacterium. Där visade John L. Reichelt att bakterien istället hörde till Beneckea-släktet och kallade den därför Beneckea vulnifica.
I oktober år 1979 ändrades namnet på bakterien till Vibrio vulnificus comb. nov. av John J. Farmer i den medicinska tidskriften The Lancet. Dock blev namnet inte ändrat officiellt förrän 1980, eftersom Bacterial Code (BC) inte hade en fungerande mekanism för nya artnamn publicerade i litteratur annan än International Journal of Systematic Bacteriology i slutet av 1979.

## Förekomst
Vibrio vulnificus trivs i salta och varma havsvatten och förekommer runt om i världen, även i Nordens hav under varma somrar. Vattentemperatur och salthalt är två viktiga faktorer som påverkar förekomsten av V. vulnificus. Studier har funnit högst halt Vibrio vulnificus i vatten med en salthalt mellan 8 ‰ och 23 ‰. Bakterien har enbart upptäckts i vatten med salthalt över 5 ‰. Vibrio vulnificus har i studier enbart kunnat isoleras från vatten med en temperatur från 15 ºC till 32 ºC. Den högsta förekomsten av bakterien har setts i vatten med en temperatur över 20 ºC. Studier har visat att vid vattentemperaturer som understiger 20ºC sjunker förekomsten av Vibrio vulnificus i vatten till en nästan obefintlig nivå, särskilt under vinterhalvåret.

## Smittspridning
Vibrio vulnificus kan överföras från infekterad fisk eller vatten till andra vattenlevande djur. Människan smittas via fisk eller skaldjur som inte tillagats ordentligt, eller via kontaminerat vatten som sväljs eller kommer i kontakt med ett öppet sår. Infektion kan även ske genom hantering av skaldjur, framförallt av ostron. Det är dock svårt att avgöra om ett skaldjur är smittat av Vibrio vulnificus, då det varken påverkar skaldjurets smak, doft eller utseende.
Vanliga exempel på hur människor har blivit smittade, är bett av rocka medan personen fångat musslor, sårskada av ostronkniv under öppnandet av ostron, bett av krabba, eller när de skurit sig på stenar på havsbotten.
Vibrio vulnificus kan ta sig in i örongångar, via öppna sår eller vid exempelvis oavsiktlig sväljning av kontaminerat kustvatten vars temperatur överstigit 20 ºC. Vid mindre bagatellartade sår är det ingen större risk för infektion, men ett öppet, djupt sår bör täckas över med ett vattentätt, heltäckande förband i samband med badning i varmt vatten.

## Symptom och sjukdom
Symptomen beror på hur smittan överförts. Sker smittspridningen via födan, kan bakterien orsaka mag- och tarminflammation hos friska människor. För personer med nedsatt immunförsvar eller leversjukdom kan bakterien även orsaka blodförgiftning. Sker smittspridningen via ett sår kan det leda till en “köttätande” infektion i såret, vilket också kan leda till blodförgiftning.
- Blodförgiftning, även kallat sepsis, orsakad av Vibrio vulnificus börjar hastigt med feber, frossa och illamående och kan övergå i blåsor och hudutslag på överkroppen eller benen från bäckenet och neråt[5]. I vissa fall förekommer även akut njursvikt. Förloppet är ofta våldsamt med risk för dödsfall inom 48 timmar. Personer i riskgrupp för att drabbas av Vibrio vulnificus-infektioner har 40–60 % högre risk att dö än friska människor[6].

- Gastroenterit, mag- och tarminflammation, är ett annat sjukdomstillstånd orsakat av bakterien. Den kännetecknas av illamående, svåra magsmärtor, diarré, magkramper, kräkningar samt feber. Vid gastroenterit anses dödligheten vara låg[5].

- Köttätande sårinfektion, även kallad nekrotiserande fasciit, är ett annat sjukdomstillstånd orsakat av Vibrio vulnificus, som kan övergå i blodförgiftning. Dessa infektioner kan uppkomma vid havsbad med öppna sår, eller stick- och skärskador man fått vid hantering av fisk eller skaldjur. Såren börjar ofta med ett rodnat område, som uppkommer inom cirka 12 timmar, följt av svullnad och intensiv smärta. Därefter utvecklas vätskefyllda blåsor och eventuellt ett köttätande sår. Sår infekterade av Vibrio vulnificus kännetecknas av att spridningen vanligtvis är lokalt begränsad. Vanligtvis är de drabbade också personer som har underliggande sjukdomar[15].

I Sverige kallas sårinfektioner orsakade av Vibrio vulnificus, men även andra Vibrio-bakterier, för badsårsfeber. Risken för badsårsfeber ökar vid djupa och vätskande sår. Sårinfektionen har en kort inkubationstid på mellan 1 och 3 dagar. Badsårsfeber kan behandlas med ett bredspektrumantibiotika.
Infektioner orsakade av Vibrio vulnificus räknades i juli 2020 i Sverige inte som allmänfarliga, men däremot som smittspårningspliktiga sjukdomar.
Vissa grupper löper större risk att drabbas av en Vibrio vulnificus-infektion. Omkring 80–95 % av personer som drabbats av blodförgiftning eller sårinfektioner till följd av Vibrio vulnificus har en underliggande sjukdom. Majoriteten patienter med blodförgiftning har haft kroniska leversjukdomar. Andra sjukdomar kopplade till ökad risk för Vibrio vulnificus-infektion är hemokromatos, njursjukdomar, nedsatt leverfunktion, thalassemi, sjukdomar med försämrat immunförsvar, eller sjukdomar där immunförsvarshämmande mediciner används.
En studie utförd i USA har  visat att framförallt äldre personer löper högre risk att drabbas av en Vibrio vulnifucus-infektion.

## Fall i Sverige
I Sverige hade antalet Vibrio-infektioner en topp år 2014, med sammanlagt 77 rapporterade fall, varav 56 hade smittats i Sverige. År 2015 rapporterades 43 fall, varav 24 smittats i Sverige. Att antalet fall av Vibrio vulnificus-infektioner var lägre 2015 än 2014, tros ha samband med att sommaren 2015 inledelsevis var sval och regnig, medan sommaren 2014 var varm.
Infektioner orsakade av Vibrio vulnificus och andra bakterier i Vibrio-släktet är sedan 2004 anmälningspliktiga enligt Smittskyddslagen. De ska även anmälas till en smittskyddsläkare i landstinget och till Folkhälsomyndigheten.